# 維也納日報
維也納日報（德語：Wiener Zeitung，縮寫：WZ）是一份奧地利的全國性報紙。它是歐洲最負盛名的報紙之一，也是現今仍發行的報紙中相當有歷史的一員。目前它是奧地利政府的官方報紙，並且代表奧地利共和國發出正式聲明。
2002年，《維也納日報》與右翼自由主義的《新闻报》、左翼自由主義的《旗帜报》和天主教的《Salzburger Nachrichten》並列為奥地利四大優質報紙之一。

## 歷史
這份報紙創立於1703年，當時名為《Wiennerisches Diarium》，由於它是由宮廷直轄和獨家提供資訊，因此被認為是帝國的官方喉舌。這份報紙每兩週出版一次，通常有8頁。補遺和其他廣泛的報告在戰爭期間出版，主要是關於奥地利、法奧同盟和他们共同的敵人普魯士。報紙主要使用來自奥地利軍隊的戰地雜誌和日記，報導軍官晉升、部隊部署和其他有關戰爭的公告，其中大部分是地方利益。約15%的報告是關於戰爭和軍事衝突的，而3%是關於普鲁士軍隊犯下的戰爭罪行。

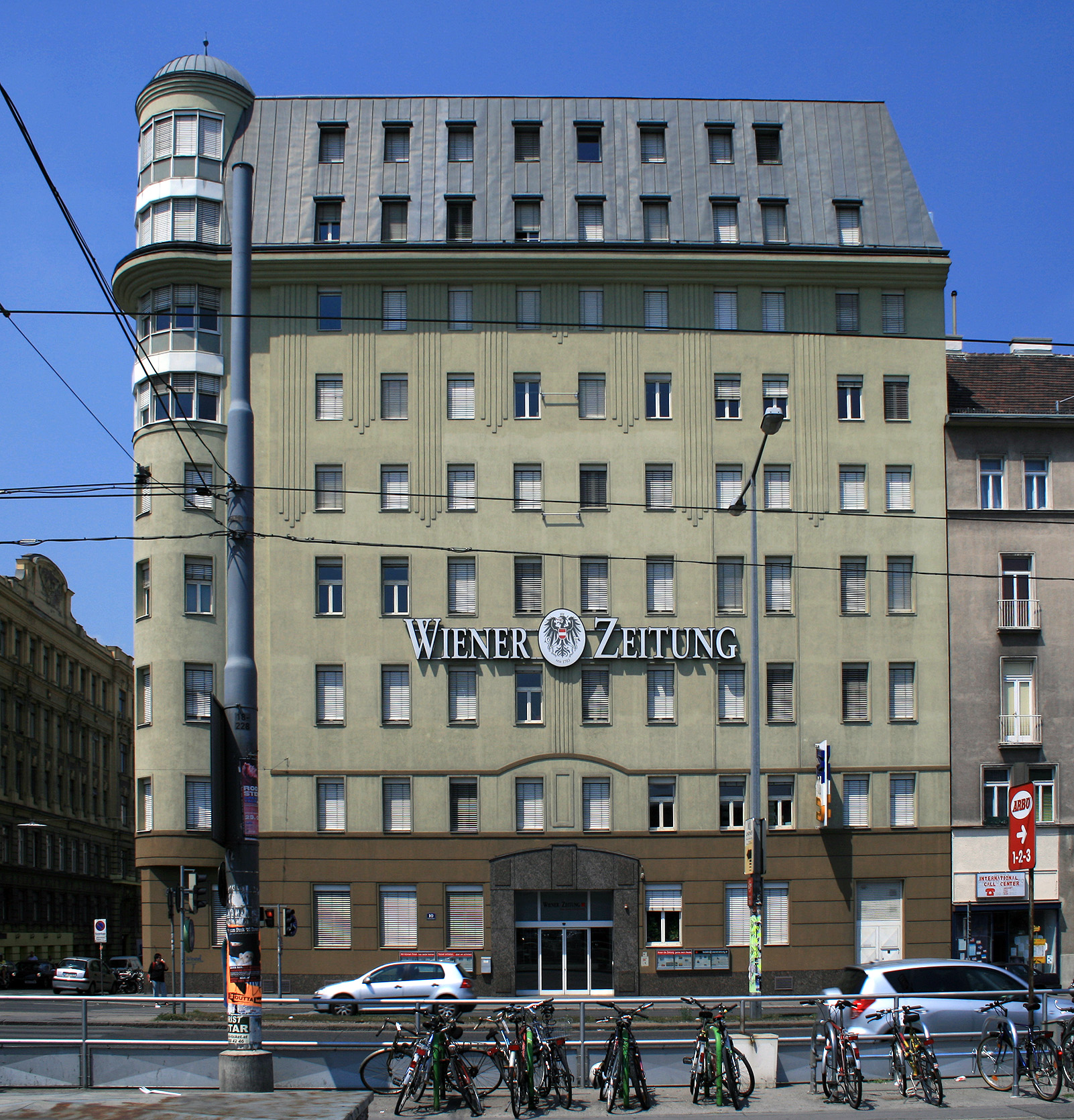
目前的維也納日報，位於維也納市中心

和當時的許多報紙一樣，《Wiennerisches Diarium》最初也是報導地區和國際新聞。此外，它還刊登出生、婚禮公告，以及貴族的訃聞，並提供對皇室的報導。
自1780年起，這份報紙改稱為《Wiener Zeitung》，即維也納的報紙之意，並於1810年成为官方的政府報紙。1857年政府取得了這份報紙，由奥地利國家印刷局印刷至1997年。第二次世界大战後的第一版於1945年9月21日出刊。報紙的銷量從1855年的4500份增長到目前估計有約24000份。1998年，報紙被私有化，現在由一家有限責任公司所有，但政府仍然是出版商。
《維也納日報》也是奥地利政府的官方公告刊物。諸如公務員職務空缺、商業登記的變動等公告都刊載在《維也納日報》的正式插頁上。直到2004年，它還出版新通過的奥地利法律官方版本。目前新通過法令和條約的政府版本都在網路上正式發布，因此法律公報不再印刷為紙本。

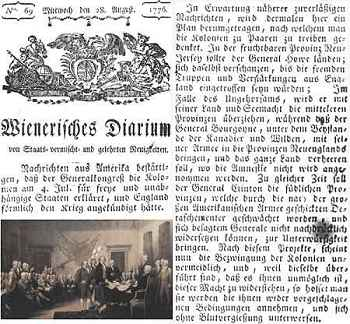
Wienerisches Diarium, 1776

直到2009年，《維也納日報》的總編輯一直是Andreas Unterberger，後來為Reinhard Göweil取代。雖然Andreas Unterberger聘请的大多是直言不諱的保守派專欄作家，但在Reinhard Göweil的影響下又恢复了自由主義的立場。
由於奧地利政府於2023年4月修例，不再需要將官方公報出版於報章，令維也納報只能改為網上出版，失去其日報地位，裁減不少編輯人員，並於6月30日最後一次以印刷版日報的形式出現。

## 外部連結
- Wiener Zeitung homepage （页面存档备份，存于）
- Exhibition to the 300-year anniversary of the Wiener Zeitung （页面存档备份，存于）
- Austrian National Library | Annual overview of the issues of the Wiener Zeitung （页面存档备份，存于）
- AEIOU | Wiener Zeitung （页面存档备份，存于）